# Білий Луґ (Зволенський повіт)
Білий Луґ (пол. Biały Ług) — село в Польщі, у гміні Полічна Зволенського повіту Мазовецького воєводства.
Населення — 49 осіб (2011).
У 1975-1998 роках село належало до Радомського воєводства.

## Демографія
Демографічна структура станом на 31 березня 2011 року:
|          | Загалом | Допрацездатний вік | Працездатний вік | Постпрацездатний вік |
| -------- | ------- | ------------------ | ---------------- | -------------------- |
| Чоловіки | 23      | 3                  | 18               | 2                    |
| Жінки    | 26      | 3                  | 17               | 6                    |
| Разом    | 49      | 6                  | 35               | 8                    |